# رودولفو چیکیلی‌کواتره
رودولفو چیکیلی‌کواتره (به اسپانیایی: Rodolfo Chikilicuatre) (زاده ۲۴ ژوئن ۱۹۷۰) خواننده اسپانیایی است.
از فیلم‌هایی که وی در آن‌ها نقش داشته است، می‌توان به فرار مغزها اشاره نمود.
او در مسابقه آواز یوروویژن ۲۰۰۸ نماینده اسپانیا بود.